# 雛のつるし飾り

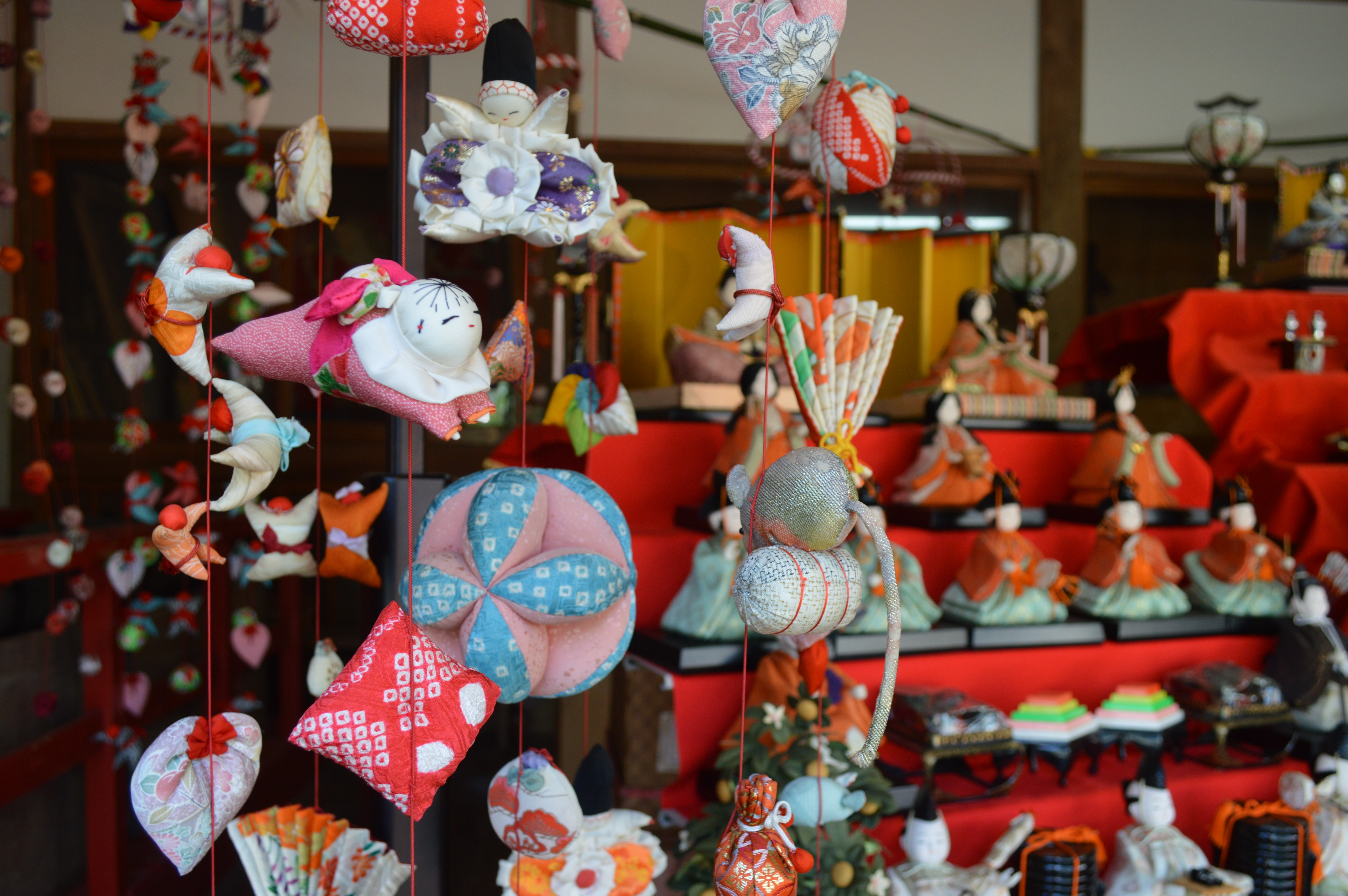
稲取八幡神社における「雛のつるし飾りまつり」

雛のつるし飾り（ひなのつるしかざり）とは、静岡県賀茂郡東伊豆町稲取における吊るし飾り。
江戸時代後期から伝わり、長女の初節句に無病息災や良縁を祈願して雛壇の両脇に細工を吊るす。過去においては庶民の雛壇代りでもあった。

## 歴史
伊豆稲取では、もともとはツルシと呼ばれ特に名称はなかった。つるし飾りは、子供が成長し7歳、成人、嫁入りといった節目を迎えると、新年のどんど焼きに焚きあげてしまうため、古いものはあまり残っていない。
1993年（平成5年）頃より稲取の婦人会の手芸講座にてツルシ製作を通じて見直され、「雛のつるし飾り」の名称をつけられた。つるしの漢字表記「吊るし」は、縁起物には不適当なため推奨されない。
1998年（平成10年）、稲取温泉旅館協同組合が中心となり観光の目玉として雛のつるし飾りまつりが開催されたが、それ以後から類似したつるし雛イベントが開催されたり、外部の製作者、節句店、手芸店などによる類似異形のつるし飾りが流通したりするなどの問題が発生。これに対して、東伊豆商工会は“稲取ももの会”を設立。また“絹の会”とともに加盟店による伊豆稲取の品質基準を満たしたつるし飾りの製作、購入を推奨している。

## 特色
現代では、桃（長寿）、猿っ子（魔除け）、三角（薬袋香袋）を基本として50種の細工がある。これらを5列の赤糸に各11個の細工をつるし計55個にそろえ、これを対で製作することにより110の細工がつるされたものが基本型とされる。
一般に直径30cmのさげわに170cmの長さで吊るされ、飾りの数は3、5、7、9などの奇数で組み上げられる。この理由は、前述した様に縁起物であるため、割り切れる数字（偶数）を避けてのことである。古裂などを使い、鞠や雛などを制作しひもで繋いでつるしていく、地元女性の和裁細工として受継がれて来た。
雛のつるし飾りの帯をモチーフにして作られた幅広のうどんとして帯うどんがある。